# Metrosideros whiteana
Metrosideros whiteana är en myrtenväxtart som beskrevs av J.W.Dawson. Metrosideros whiteana ingår i släktet Metrosideros och familjen myrtenväxter. Inga underarter finns listade i Catalogue of Life.